# Luigi Maieron
(Gianni Mura)
Luigi Maieron (Cercivento, 25 gennaio 1954) è un cantautore, poeta e scrittore italiano di lingua friulana.

## Biografia
Originario di un piccolo paese della Carnia inizia presto la sua carriera di musicista accompagnando la madre Cecilia, fisarmonicista e il nonno, contrabbassista. Dopo diverse esperienze sia in ambito folk che rock, intraprende la carriera di cantautore. Si fa conoscere al Festival del canto friulano dove vince nel 1993 e nel 1995, poi gli viene assegnato il Premi Friûl nel 1997.
Il suo primo disco ufficiale Anime Femine (Anima donna) viene pubblicato nel 1998,, è interamente composto da brani in lingua friulana e lo porta all'assegnazione del premio Moret d'Aur.
Nel 2000 viene pubblicata la raccolta di poesie (sempre in friulano) Orepresint (In questo momento).
Nel 2001 mette in scena lo spettacolo Il troi e la ruvis (Il sentiero e la frana), un diario di parole e canzoni.
Nel 2002 esce l'album Si vif (Si vive), coprodotto da Massimo Bubola e Michele Gazich(violinista e compositore che ha partecipato agli arrangiamenti dell'album). Ha ottenuto il quarto posto al premio “Tenco” nella categoria “Album in dialetto”).
Nel 2003 realizza il brano "Un Paîs" per l'album doppio Friûl di Raul Lovisoni con la storia musicata del Friuli. L'album viene presentato ufficialmente in Provincia di Udine dallo scrittore friulano Carlo Sgorlon.
Lo stesso anno Maieron propone lo spettacolo Vestu cun nou? (Vieni con noi?), basato sull'intreccio tra la tradizione musicale friulana e la sua musica d'autore.
Nel 2004 pubblica il romanzo autobiografico La neve di Anna, che descrive la sua adolescenza e il suo profondo e radicato rapporto con la musica; l'anno successivo vince l'edizione 2005 del premio letterario “Leggimontagna”.
Sempre nel 2005 Maieron riceve il “Premi Tor”, per la sua rilettura in musica dell'opera giovanile di Pier Paolo Pasolini I turcs tal Friul (I turchi in Friuli).
Assieme all'ertano Mauro Corona è il protagonista del progetto Due uomini di parola …, rappresentato sia nel 2006 che nel 2007. Si tratta di uno spettacolo senza mediatori. La musica e i monologhi si susseguono con un'unica regola: l'improvvisazione.
Nel 2006 Luigi Maieron scrive una rilettura in lingua friulana del Vangelo di Marco; la prima dello spettacolo va in scena nell'ottobre del 2006.
Nel 2007 esce l'album Une primavere. Partecipano alle registrazioni, fra i diversi musicisti, anche il batterista Ellade Bandini, il chitarrista Giorgio Cordini e ancora una volta Michele Gazich, che cura attivamente gli arrangiamenti, oltre ad essere coautore della musica nella canzone "In viaç" e produttore artistico dell'album. Il disco, vincitore della Targa Deganutti 2007 e finalista al Premio Tenco 2008, contiene sette brani in friulano e tre in lingua italiana, tra i quali "La neve di Anna", che riprende il tema di un racconto dell'omonimo libro di Maieron.
Nel 2008 Luigi Maieron è protagonista assieme a Pino Petruzzelli dello spettacolo teatrale “Con il cielo e le selve”, basato su racconti di Mario Rigoni Stern, inserito nel programma del teatro Stabile di Genova.
Sempre nel 2008 nasce lo show "3 uomini di parola …”, nel quale le parole di Toni Capuozzo e Mauro Corona si fondono senza soluzione di continuità alle musiche di Luigi Maieron e della sua band, è andato in scena, tra l'altro, a Torino e alle rassegne "Caffeina Cultura" di Viterbo, al "Festival internazionale del giornalismo" di Perugia e al "Reportage Atri Festival".
Nel novembre del 2009 Maieron e la sua Band partecipano, assieme a Davide Van de Sfroos, Francesco De Gregori, Teresa De Sio, Enrico Ruggeri ed altri artisti italiani alla prima edizione del Festival della musica dei territori e dei popoli ID&M - "Identità e Musica", tenutosi al Teatro degli Arcimboldi di Milano.
Nel 2010 presenta assieme a Mauro Corona lo spettacolo di teatro canzone I fantasmi di pietra che racconta storie ambientate ad Erto, paese svuotato a seguito della diaspora, dopo la caduta della frana nel lago della diga del Vajont.

## Discografia

### Album
- 1998 - Anime femine (Nota)
- 2002 - Si vif (Eccher Music)
- 2007 - Une primavere (OCM / FOES)
- 2011 - Vino tabacco e cielo
- 2018 - Non voglio quasi niente

### Opere teatrali
- 2009 - I turcs tal Friul di Pier Paolo Pasolini (Block Nota - Nota Music).  rivisitazione musicale dell'opera giovanile di Pasolini (con Gabriella Gabrielli, Franco Giordani, Daniele Masarotti, Ivan Cossetti e il Coro Spontaneo "Dai Turcs" di Cleulis).
- 2010 - I fantasmi di pietra - teatro canzone con Mauro Corona.

### Compilation e collaborazioni
- 1995 - Spin – Lino Straulino (Testo dei brani “Seren” e “S'al vantse timp”)
- 1997 - Cjaule Male - Lino Straulino (Testo dei brani “Dulà ch'a son lats i oms” e “Il cil a no si ferme”)
- 1999 - Il fiore e l'ortica (Nota) – Compilation curata dal Folk Club Buttrio – Partecipazione col brano “Fabio da Eme”
- 2000 - Dulinvie (Nota) Compilation di Valter Sivilotti, con A. Giavitto, E. Zampa e L. Straulino, Karmelòs Orchestra e Gruppo Corale Majanese - partecipazione coi brani “Amors”, “Anime femine” e “Om o furmie”
- 2004 - Il cil da l'Irlande (Eccher Music) – Album de La Sedon Salvadie prodotto da M. Bubola e K. Oblak - partecipazione nei brani “Il cil da l'Irlande” (con M. Bubola), “Dapit da cjere (Land's end)” e “Done mari”
- 2005 - Canzoni di confine (Numar 1) – Compilation dell'omonima manifestazione, partecipazione col brano “Fabio da Eme”, cantato da Claudia Grimaz
- 2005 - Mantova Music Festival (UPR – Edel 2005) – Compilation dell'omonimo festival. Partecipazione con una versione inedita del brano “Il vento di casa”[12]
- 2006 - Bruno Lauzi in marilenghe (Numar 1) – Album tributo - partecipazione col brano “Il forest” (traduzione in friulano de “Lo straniero”)
- 2009 - "Graziano Romani rivisited again" (Adios Records) - Album tributo - partecipazione col brano "Moira del circo" (con interventi al mandolino e bouzouki di Franco Giordani)
- 2009 - "Grops" - Omaggio a Giorgio Ferigo (Block Nota) - Registrazione dal vivo, brano "Flaba seconda" (Franco Giordani - mandolino, Elvis Fior - batteria e Paolo Manfrin - contrabbasso)
- 2010 - "Piel scure", Festival della Canzone Friulana 2010 - Brano musicato ed interpretato da Franco Giordani sul testo di Luigi Maieron "Blanc e neri", tratto dalla raccolta di poesie "Orepresint"
- 2011 - "Yanez" - Davide Van de Sfroos - Dove non basta il mare

## Libri
- 2000 - Orepresint – Raccolta di 40 poesie in friulano, con traduzione in italiano, a cura della Comunità Montana della Carnia e dell'Associazione Culturale Foes. Postfazione di Michele Gazich
- 2004 - La neve di Anna (Biblioteca dell'immagine), romanzo autobiografico
- 2017 - Quasi niente con Mauro Corona, Chiarelettere, Milano 2017
- 2018 - Te lo giuro sul cielo, Chiarelettere, Milano 2018

## Articoli
- Si vif distes, ma al coste un pouc di plui. Osservazioni sull'ultimo Maieron, in “Bianco e nero, VII” a cura di Luigi Gregoris – Università degli Studi di Udine
- I ricordi con le rughe, a cura di Luigi Gregoris, Università degli Studi di Udine
- 2006 - Volti in poesia (Kappa Vu) album fotografico di Giuseppe Mariuz e Renzo Daneluzzi. Maieron compare tra la galleria dei “volti fissati dalla camera oscura”
- 2007 - "V Nubu Luna Plava" - Incontro tra scrittori, poeti ed altro, a cura di Kulturno drustvo Recan Circolo Culturale Liesa - Garmak. Pubblicazione dei brani "I scarpets" e "La to vous" Litho Stampa Pasian di Prato (UD)
- 2010 - "Strolic Furlan 2011", Società Filologica Friulana - pagg. 36 - 41 e pag. 50